# Dongdi
Dongdi (kinesiska: 董地, 董地彝族苗族乡) är en socken i Kina. Den ligger i provinsen Guizhou, i den sydvästra delen av landet, omkring 160 kilometer väster om provinshuvudstaden Guiyang.